# Gordon Singleton
Gordon Singleton (Cataratas do Niágara, 9 de agosto de 1956 — 24 de março de 2024) foi um ciclista canadense que competia em provas de ciclismo de pista. Ele foi campeão mundial de keirin em 1982. Também participou na prova de velocidade, em Montreal 1976. Se tornou um ciclista profissional em 1981 e competiu até o ano de 1983.

## Morte
Singleton morreu no dia 24 de março de 2024, aos 67 anos.